# Duke Dumont

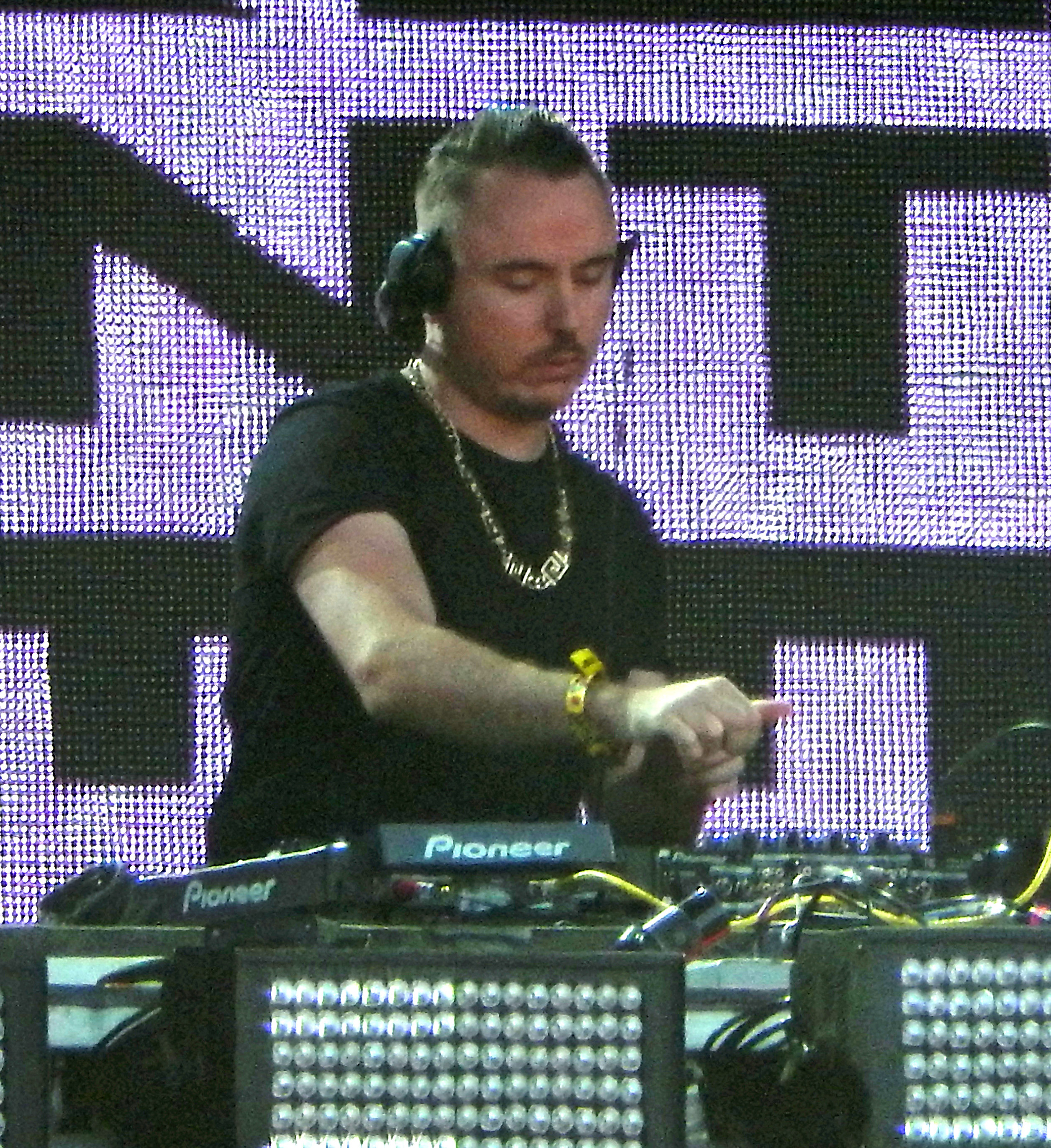
Duke Dumont beim Lollapalooza (2014)

Duke Dumont (* 27. August 1982 in London; bürgerlich Adam Dyment) ist ein britischer DJ und Musikproduzent des Deep House, Techno und UK Garage.

## Werdegang
Nachdem er erste Remixe produziert hatte, darunter für Missy Elliott den Titel We Run This, veröffentlichte er im März 2007 unter dem Titel Regality EP erste eigene Aufnahmen. Im August 2008 erschien die The Dominion Dubs EP, im Dezember 2012 dann seine erste Single The Giver und die zweiteilige EP-Serie For Club Play Only.
Der kommerzielle Durchbruch gelang ihm im Frühjahr 2013 mit der Single Need U (100%), die er mit der Sängerin A*M*E einspielte. Sie erreichte zunächst in Belgien und den Niederlanden die Charts und Anfang April 2013 Platz 1 der britischen Single-Charts.
Er ist Inhaber des Plattenlabels Blasé Boys Club.

## Diskografie
Studioalben
- 2020: Duality

EPs
- 2007: Regality
- 2008: The Dominion Dubs
- 2012: For Club Play Only Pt. 1
- 2012: For Club Play Only Pt. 2
- 2014: For Club Play Only Pt. 3
- 2014: EP1
- 2015: Blasé Boys Club Pt. 1
- 2016: For Club Play Only Pt. 4

Singles
- 2012: The Giver
- 2013: Need U (100%) (feat. A*M*E)
- 2014: I Got U (feat. Jax Jones, US: Gold)
- 2014: Won’t Look Back (feat. Yolanda Quartey)
- 2015: The Giver (Reprise)
- 2015: Ocean Drive (DE: Gold, US: Platin)
- 2016: Be Here
- 2017: Real Life (mit Gorgon City feat. Naations)
- 2018: Inhale (feat. Ebenezer)
- 2018: Runway
- 2019: Red Light Green Light (feat. Shaun Ross)
- 2019: The Power (mit Zak Abel)
- 2020: Therapy
- 2023: Something on My Mind (mit Nothing but Thieves & Purple Disco Machine; #12 der deutschen Single-Trend-Charts am 15. September 2023[2])

Als Produzent
- 2015: Katy Perry – Every Day Is a Holiday
- 2017: Katy Perry feat. Nicki Minaj – Swish Swish

Remixe
- 2006: Mekon – Yes Yes Y’all
- 2006: Missy Elliott – We Run This
- 2008: Idiotproof – The Deacon
- 2008: EPMD – Run It
- 2008: Late of the Pier – Bathroom Gurgle
- 2008: Jesse Garcia – Off da Hook
- 2009: Bat for Lashes – Daniel
- 2009: Lily Allen – The Fear
- 2009: Skunk Anansie – Because of You
- 2010: Babe Terror – Epicentro
- 2010: LA Riots – The Drop
- 2011: Gucci Mane – Dollar Sign
- 2011: Mystery Jets – Two Doors Down
- 2011: Yes Wizard – Elephant & Castle
- 2011: ZZT – Party’s Over Los Angeles
- 2011: Jus†ice – Let There Be Light
- 2012: Metronomy – Everything Goes My Way (mit Jesse Rose)
- 2012: Bonobo – Black Sands
- 2012: Canyons – When I See You Again
- 2012: Beardyman – Smell the Vibe
- 2012: Sinden – Keep It 1000
- 2012: Santigold – The Keepers
- 2012: AlunaGeorge – Your Drums, Your Love
- 2013: Haim – Falling
- 2013: Syron – Here (als Blasé Boys Club)
- 2013: Donna Summer – Dim All the Lights
- 2014: Tensnake feat. Nile Rodgers & Fiora – Love Sublime
- 2015: Mark Ronson feat. Keyone Starr – I Can’t Lose
- 2015: Fono – Real Joy
- 2017: The Killers – The Man

## Auszeichnungen für Musikverkäufe
| Goldene Schallplatte - Australien - 2019: für die Single Red Light Green Light - Brasilien - 2024: für die Single The Power - Dänemark - 2014: für das Streaming I Got U - 2022: für die Single Ocean Drive - 2023: für die Autorenbeteiligung und Produktion Swish Swish (Katy Perry) - Deutschland - 2020: für die Autorenbeteiligung und Produktion Swish Swish (Katy Perry) - Frankreich - 2018: für die Autorenbeteiligung und Produktion Swish Swish (Katy Perry) - Italien - 2016: für die Single Ocean Drive - 2017: für die Autorenbeteiligung und Produktion Swish Swish (Katy Perry) - Neuseeland - 2019: für das Album Blasé Boys Club Pt. 1 - 2025: für das Album Duality - Norwegen - 2020: für die Autorenbeteiligung und Produktion Swish Swish (Katy Perry) - Portugal - 2019: für die Single Ocean Drive - Spanien - 2024: für die Autorenbeteiligung und Produktion Swish Swish (Katy Perry) - 2024: für die Single Ocean Drive | Platin-Schallplatte - Australien - 2018: für die Single Need U (100%) - 2018: für die Single I Got U - Brasilien - 2024: für die Single I Got U - 2024: für die Single Red Light Green Light - Italien - 2014: für die Single I Got U - Kanada - 2017: für die Autorenbeteiligung und Produktion Swish Swish (Katy Perry) - Neuseeland - 2016: für die Single I Got U - Niederlande - 2021: für die Single Ocean Drive - Polen - 2023: für die Autorenbeteiligung und Produktion Swish Swish (Katy Perry) - Schweden - 2015: für die Single I Got U - Vereinigte Staaten - 2018: für die Autorenbeteiligung und Produktion Swish Swish (Katy Perry) - Vereinigtes Königreich - 2021: für die Autorenbeteiligung und Produktion Swish Swish (Katy Perry) | 2× Platin-Schallplatte - Australien - 2023: für die Autorenbeteiligung und Produktion Swish Swish (Katy Perry) - Griechenland - 2025: für die Single Ocean Drive - Kanada - 2021: für die Single Ocean Drive 4× Platin-Schallplatte - Australien - 2018: für die Single Ocean Drive 5× Platin-Schallplatte - Neuseeland - 2025: für die Single Ocean Drive Diamantene Schallplatte - Brasilien - 2018: für die Autorenbeteiligung und Produktion Swish Swish (Katy Perry) - 2024: für die Single Ocean Drive - Polen - 2016: für die Single Ocean Drive |

Anmerkung: Auszeichnungen in Ländern aus den Charttabellen bzw. Chartboxen sind in ebendiesen zu finden.
| Land/RegionAuszeichnungen für Musikverkäufe (Land/Region, Auszeichnungen, Verkäufe, Quellen) | Gold       | Platin       | Diamant     | Verkäufe  | Quellen              |
| -------------------------------------------------------------------------------------------- | ---------- | ------------ | ----------- | --------- | -------------------- |
| Australien (ARIA)                                                                            | Gold1      | 8× Platin8   | —           | 595.000   | aria.com.au          |
| Brasilien (PMB)                                                                              | Gold1      | 2× Platin2   | 2× Diamant2 | 520.000   | pro-musicabr.org.br  |
| Dänemark (IFPI)                                                                              | 3× Gold3   | —            | —           | 90.000    | ifpi.dk              |
| Deutschland (BVMI)                                                                           | 2× Gold2   | Platin1      | —           | 700.000   | musikindustrie.de    |
| Frankreich (SNEP)                                                                            | Gold1      | —            | —           | 66.666    | snepmusique.com      |
| Griechenland (IFPI)                                                                          | —          | 2× Platin2   | —           | 40.000    | Einzelnachweise      |
| Italien (FIMI)                                                                               | 2× Gold2   | Platin1      | —           | 80.000    | fimi.it              |
| Kanada (MC)                                                                                  | —          | 3× Platin3   | —           | 240.000   | musiccanada.com      |
| Neuseeland (RMNZ)                                                                            | 2× Gold2   | 6× Platin6   | —           | 180.000   | radioscope.co.nz NZ2 |
| Niederlande (NVPI)                                                                           | —          | Platin1      | —           | 80.000    | nvpi.nl              |
| Norwegen (IFPI)                                                                              | Gold1      | —            | —           | 30.000    | ifpi.no              |
| Polen (ZPAV)                                                                                 | —          | Platin1      | Diamant1    | 150.000   | olis.pl              |
| Portugal (AFP)                                                                               | Gold1      | —            | —           | 5.000     | Einzelnachweise      |
| Schweden (IFPI)                                                                              | —          | Platin1      | —           | 40.000    | Einzelnachweise      |
| Spanien (Promusicae)                                                                         | 2× Gold2   | —            | —           | 60.000    | elportaldemusica.es  |
| Vereinigte Staaten (RIAA)                                                                    | Gold1      | 2× Platin2   | —           | 2.500.000 | riaa.com             |
| Vereinigtes Königreich (BPI)                                                                 | 2× Gold2   | 7× Platin7   | —           | 5.000.000 | bpi.co.uk            |
| Insgesamt                                                                                    | 19× Gold19 | 35× Platin35 | 3× Diamant3 |           |                      |